# Küstenhaubitze 42 cm
Die Küstenhaubitze 42 cm M 14 / M 16 / M 17 war ein überschweres Geschütz der k.u.k. Festungsartillerie im Ersten Weltkrieg. Danach wurde es in der Zwischenkriegszeit von der tschechoslowakischen Armee und im Zweiten Weltkrieg von der deutschen Wehrmacht genutzt.

## Geschichte
Bei Beginn des Ersten Weltkrieges verfügte die österreichisch-ungarische Festungsartillerie bereits über einige dieser Haubitzen. Sie waren lediglich zur Küstenverteidigung vorgesehen und auch dementsprechend disloziert worden. Im Fort Gomila des Kriegshafens Pola waren zwei dieser Geschütze aufgestellt, eines davon war aus technischen Gründen nicht mobil zu machen. Das andere wurde ausgebaut und im Januar 1915 in Gorlice-Tarnów, danach in Krakau, dann an der Serbienfront und anschließend vor Modlin eingesetzt. Dieses Geschütz wurde dann zur Maioffensive 1916 in unmittelbarer Nähe der 38-cm-Belagerungshaubitze M.16 „Gudrun“ bei Calliano aufgestellt und beschoss Ziele auf der Hochfläche der Sieben Gemeinden. Gleichzeitig war ein weiteres Geschütz auf der Malga Larghetto südlich des Monte Rover postiert und unterstützte die zweite 38-cm-Belagerungshaubitze M.16 (Geschütz „Barbara“) bei der Beschießung des Forte Monte Verena.
Die Verlegung dieser Haubitzen erwies sich als überaus schwierig, da sie als stationäre Küstengeschütze konzipiert worden waren. Die Rohre und Lafetten waren in nach oben offenen splittersicheren Stahltürmen untergebracht, auf die aus technischen Gründen zunächst nicht verzichtet werden konnte. Zur Montage war ein großer verschiebbarer Portalkran notwendig; ebenso die für den Bewegungsablauf des Krans benötigten Schienen. So erfolgte der Transport mit einer nicht unerheblichen Anzahl von Lastkraftwagen.

Vom Typ M 14 wurden insgesamt acht Geschütztürme (Nr. 1 bis 8) sowie ein Reserverohr angefertigt.
Bei Ende des Krieges befanden sich noch insgesamt acht Geschütze im Dienst: Eine M 14 im Küstenfort Gomila, zwei M 14, vier M 16 und eine M 17 an den verschiedenen Frontabschnitten.
Mindestens ein Geschütz wurde nach dem Kriegsende von der italienischen Armee abtransportiert und in Rom ausgestellt.

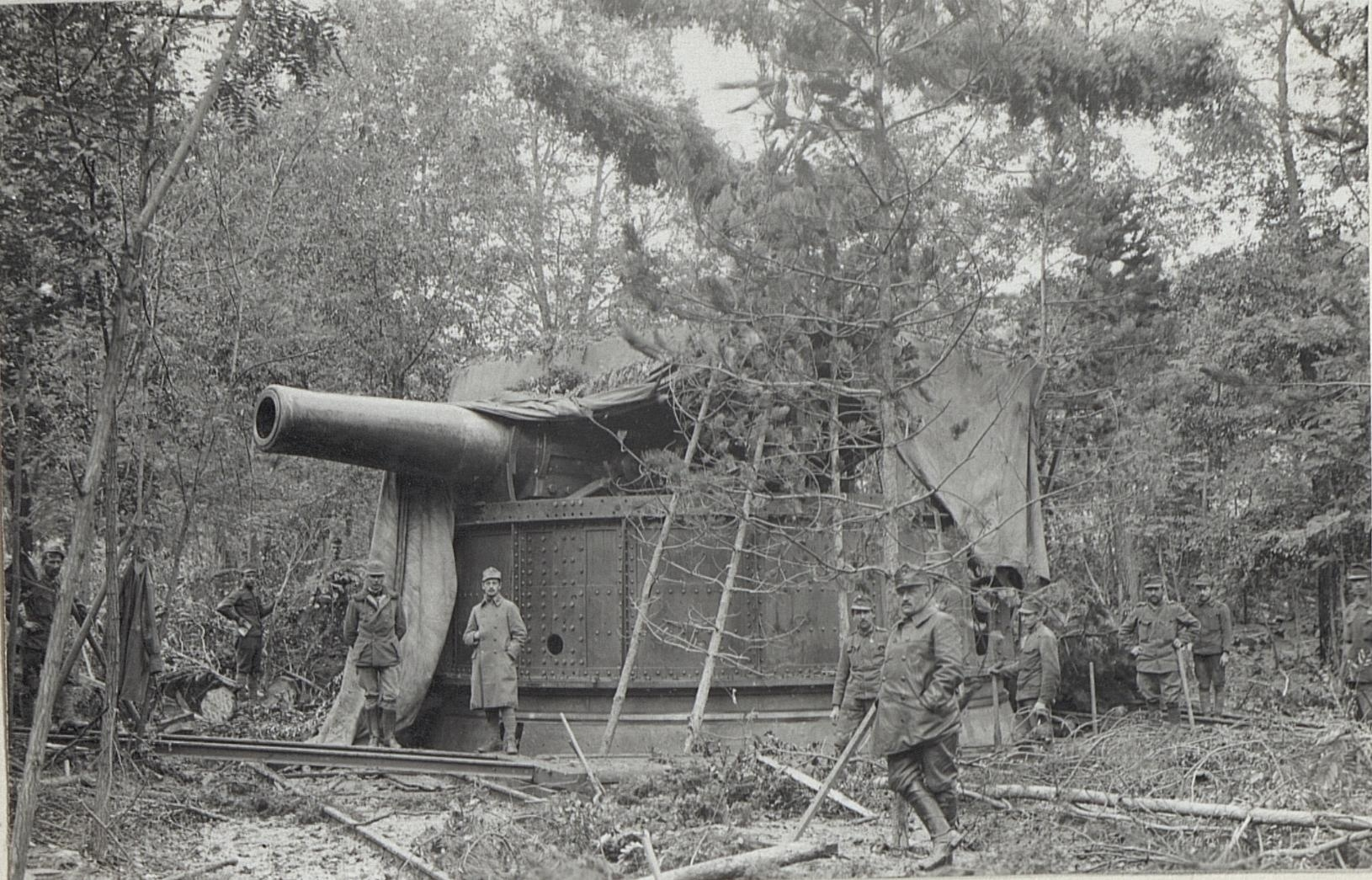
42 cm Haubitze in Stellung, 19. Oktober 1917

In der Zwischenkriegszeit wurden die Kanonen an die neugegründete Tschechoslowakei übergeben.
Nach der Besetzung durch die deutsche Wehrmacht im März 1939 wurden alle Geschütze unter der Bezeichnung 42-cm-Haubitze(t) übernommen und bei der Belagerung von Leningrad 1942 eingesetzt.
Eine Haubitze M 16 befindet sich im Armeemuseum in der rumänischen Hauptstadt Bukarest.

## Varianten

### M 16
Durch die immensen Schwierigkeiten beim Transport des Gerätes sah man sich gezwungen, Verbesserungen vorzunehmen und die Bettung zu modifizieren. Das Geschützrohr M 14 wurde beibehalten, jedoch eine Lafette konstruiert, die der Lafette der 38-cm-Haubitze M 16 ähnlich war und das Transportvolumen des Geschützes erheblich verringerte. Trotzdem waren für den Transport der Bettung und des Zahnkranzes allein noch vier Teillasten erforderlich. Insgesamt wurden für das Geschütz sechs Teillasten benötigt. Handhabung und Beweglichkeit waren zufriedenstellend und entsprachen in etwa dem Belagerungsmörser M 16. Von der 42-cm-Haubitze M 16 wurden vier Exemplare geordert.

Die Geschütze erhielten die Nummern 9–12.

### M 17
Weitere Verbesserungen an der Lafette zum Zwecke der Gewichtsverminderung sowie einige Detailveränderungen führten zum Modell M 17. Hier wurde die Lafette nochmals verkleinert, sodass die Teillasten letztendlich auf vier verringert werden konnten. Von diesem Muster wurden ebenfalls vier bestellt; es kam jedoch nur noch eines zum Einsatz.

## Technische Daten
| Küstenhaubitze 42 cm M 17             | Küstenhaubitze 42 cm M 17                                                                        |
| ------------------------------------- | ------------------------------------------------------------------------------------------------ |
| Technische Daten                      |                                                                                                  |
| Erstverwendung:                       | 1914                                                                                             |
| Bezeichnung:                          | schweres Wurf-Rohrrücklaufgeschütz                                                               |
| Gewicht des feuerbereiten Geschützes: | 100 Tonnen                                                                                       |
| Transport:                            |                                                                                                  |
| Straßentransport:                     | ein Rohrwagen, ein Lafettenwagen, zwei Bettungswagen, vier Generatorwagen                        |
| Schienentransport auf Kurzstrecke:    | nach Auswechslung der Straßen- gegen Schienenbereifung mit eigenem Generatorwagen bis etwa 50 km |
| Schienentransport auf Langstrecke:    | nach Auswechslung der Straßen- gegen Schienenbereifung im normalen Zugverband                    |
| Aufbau                                |                                                                                                  |
| Lafette:                              | Mittelpivotlafette                                                                               |
| Bettung:                              | Eiserne Kastenbettung mit Drehscheibe                                                            |
| Maße der Kastenbettung:               | Länge 7,50 m / Breite 6,20 m / Höhe 1,75 m                                                       |
| Einbauzeit Kastenbettung:             | je nach Geländebeschaffenheit 20 Stunden bis 10 Tage                                             |
| Montage des Geschützes:               | etwa 6 Stunden                                                                                   |
| Geschützdaten                         |                                                                                                  |
| Kaliber:                              | 420 mm über den Feldern / 424,5 mm in den Zügen                                                  |
| Mündungsgeschwindigkeit:              | 415–470 m/s                                                                                      |
| Auftreffgeschwindigkeit:              | etwa 370 m/s                                                                                     |
| Schussweite min.:                     | 4,8 km                                                                                           |
| Schussweite max.:                     | 14,6 km                                                                                          |
| Elevation:                            | + 40° bis + 70°                                                                                  |
| Seitenrichtbereich:                   | 360°                                                                                             |
| Munition                              |                                                                                                  |
| Granate:                              | Panzergranate M 14/9 mit oder ohne Verzögerungszünder                                            |
| Gewicht der Granate:                  | 1000 kg                                                                                          |
| Sprengladung:                         | 89,6 bis 104,4 kg Tritol oder Ammonal                                                            |
| Treibladung:                          | Messinghülse mit 1. bis 4. Ladung – max. 51 kg Nitrozellulose                                    |